# Ouled Brahim (Médéa)
Ouled Brahim (în arabă اوالد ابراهيم) este o comună din provincia Médéa, Algeria.
Populația comunei este de 10.847 de locuitori (2008).